# Pangani (flod)

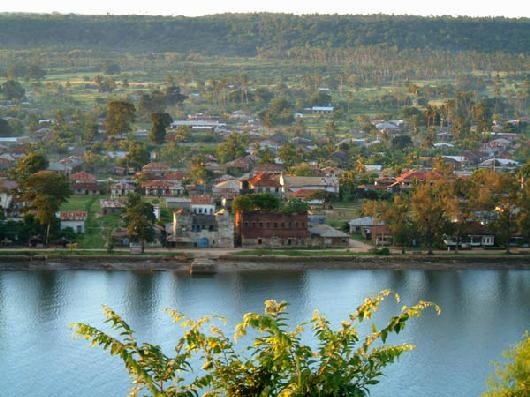
Pangani.

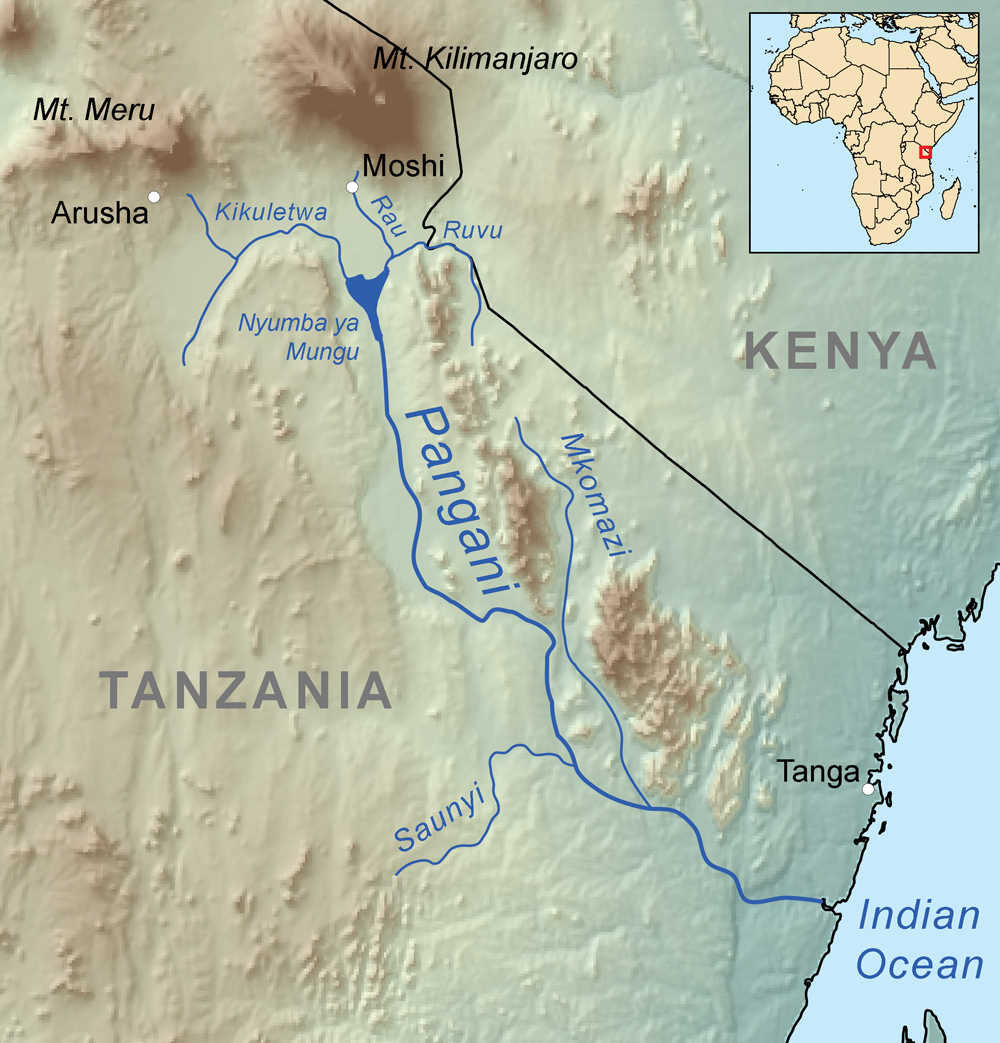
Karta över floden

Pangani (även kallad Luffu och Jipe Ruvu, särskilt i äldre källor, och har troligtvis kallats Rhaptus en gång i tiden) är en flod i nordöstra Tanzania som rinner upp vid Kilimanjaro och mynnar ut i Indiska Oceanen. Floden är 500 km lång. Cirka 95 procent av den ligger i Tanzania, medan 5 procent ligger i Kenya.
Vid flodens mynning ligger staden Pangani.